# Mário Zagallo
Mário Jorge Lobo Zagallo (9 tháng 8 năm 1931 – 5 tháng 1 năm 2024) là một huấn luyện viên bóng đá và cựu cầu thủ bóng đá người Brasil. Zagallo bắt đầu sự nghiệp bóng đá với America năm 1948. Ông là cầu thủ bóng đá đầu tiên đã 4 lần vô địch thế giới và một lần á quân trong các kỳ World Cup, gồm World Cup 1958 và World Cup 1962 với tư cách là cầu thủ, World Cup 1970 với tư cách là huấn luyện viên và World Cup 1994 với tư cách là trợ lý huấn luyện viên, World Cup 1998 với tư cách là huấn luyện viên (giành huy chương bạc), tất cả đều cùng với Đội bóng đá quốc gia Brasil.
Khi còn là cầu thủ, Zagallo là tiền đạo cánh trái của đội Brasil trong các kỳ World Cup 1958 và 1962; ông đã ghi bàn ở cả các vòng thi đấu, trong đó có bàn thắng trong trận chung kết với Đội bóng đá quốc gia Thụy Điển năm 1958. Mặc dù thể chất không được tốt nhưng bù lại, Zagallo có kỹ thuật khéo léo và luôn là người lùi về đầu tiên để bảo vệ đội nhà khi đội của ông bị mất bóng. Ông được người ta đặt tặng biệt danh "Sói già".
Zagallo từng khoác áo câu lạc bộ Botafogo của Brazil từ năm 1948 đến 1963. Từ năm 1957 đến năm 1964, ông đã 36 lần thi đấu trong sắc áo vàng - xanh của đội tuyển Brasil. Khi từ giã sự nghiệp cầu thủ, ông chuyển sang làm huấn luyện viên và một lần nữa ông lại thành công. Hai lần ông dẫn dắt các cầu thủ đội Brazil đoạt cúp vàng thế giới.
Ông qua đời ngày 5 tháng 1 năm 2024 tại Rio de Janeiro, thọ 92 tuổi sau một thời gian ngắn nhập viện.

## Danh hiệu

### Cầu thủ
Flamengo
- Rio de Janeiro State Championship: 1953, 1954, 1955[3][4]

Botafogo
- Rio-São Paulo Tournament: 1962, 1964[5][6]
- Rio de Janeiro State Championship: 1961, 1962[5][6]

Brazil
- FIFA World Cup: 1958, 1962[7][8]

### Huấn luyện viên
Botafogo
- Campeonato Brasileiro Série A: 1968[9][10]
- Rio de Janeiro State Championship: 1967, 1968[9][10]

Fluminense
- Rio de Janeiro State Championship: 1971[11]

Flamengo
- Copa dos Campeões: 2001[4][10]
- Rio de Janeiro State Championship: 1972, 2001[4][10]

Al-Hilal
- Saudi Premier League: 1978–79[12]

Brazil
- FIFA World Cup: 1970[3][10]
- Copa América: 1997[10]
- FIFA Confederations Cup: 1997[10]

Kuwait
- Arabian Gulf Cup: 1976[13]

### Điều phối viên
Brazil
- FIFA World Cup: 1994[3]

Cá nhân
- Huấn luyện viên quốc gia xuất sắc nhất thế giới của IFFHS: 1997[10]
- World Soccer Magazine Nhà quản lý vĩ đại thứ 9 mọi thời đại: 2013[14][15]
- FourFourTwo Nhà quản lý vĩ đại thứ 27 mọi thời đại: 2020[16]